# Jim O'Brien (giocatore di football americano)
Jim O'Brien (El Paso, 7 febbraio 1947) è un ex giocatore di football americano statunitense che ha militato nel ruolo di placekicker nella National Football League (NFL).

## Carriera
O'Brien giocò per i Baltimore Colts dal 1970 al 1972 e per i Detroit Lions nel 1973. Giocò anche come wide receiver, ricevendo la maggior parte dei suoi passaggi nella stagione 1972, continuando anche a giocare come kicker. Ebbe una carriera breve con numeri non eccezionali, segnando il 55,6% dei suoi field goal, trasformandone 60 su 108. Il suo momento di gloria giunse nei momenti finali del Super Bowl V nel gennaio 1971, quando calciò da 32 yard il field goal a cinque secondi dal termine che diede ai Colts la vittoria per 16-13 sui Dallas Cowboys. Prima di calciare il field goal, i compagni di squadra videro che O'Brien era così nervoso che provò a strappare un pezzo del terreno artificiale per testare il vento, credendo che si trattasse di erba vera. A causa di questa unica azione degna di nota, NFL Films lo nominò al nono posto tra le "meteore" delle storia della lega.

## Palmarès
- Super Bowl : 1

Baltimore Colts: V
- American Football Conference Championship: 1

Baltimore Colts: 1970